# Chilo
Chilo és una vila de l'estat d'Ohio fronterera amb Kentucky. Segons el cens del 2000 tenia 97 habitants. El compositor i musicòleg Alfred John Goodrich (1848-1920) nasqué en aquesta població.

## Demografia
Segons el cens del 2000, Chilo tenia 97 habitants, 39 habitatges, i 21 famílies. La densitat de població era de 187,3 habitants/km².
Dels 39 habitatges en un 20,5% hi vivien nens de menys de 18 anys, en un 48,7% hi vivien parelles casades, en un 5,1% dones solteres, i en un 43,6% no eren unitats familiars. En el 35,9% dels habitatges hi vivien persones soles el 15,4% de les quals corresponia a persones de 65 anys o més que vivien soles. El nombre mitjà de persones vivint en cada habitatge era de 2,49 i el nombre mitjà de persones que vivien en cada família era de 3,23.
Per edats la població es repartia de la següent manera: un 24,7% tenia menys de 18 anys, un 7,2% entre 18 i 24, un 20,6% entre 25 i 44, un 27,8% de 45 a 60 i un 19,6% 65 anys o més.
L'edat mediana era de 44 anys. Per cada 100 dones de 18 o més anys hi havia 82,5 homes.
La renda mediana per habitatge era de 38.333 $ i la renda mediana per família de 51.250 $. Els homes tenien una renda mediana de 26.250 $ mentre que les dones 26.250 $. La renda per capita de la població era de 15.197 $. Aproximadament el 4,8% de les famílies i el 12,4% de la població estaven per davall del llindar de pobresa.

## Poblacions properes
El següent diagrama mostra les poblacions més properes.